# セントラルスクエア静岡
セントラルスクエア静岡（セントラルスクエアしずおか）は、静岡県静岡市駿河区にある商業施設。ジェイアール東海不動産が建物を保有し、ユニー及びアルペンが賃借して店舗を運営している。「ハートビル法」認定建築物。
総合スーパーと複数の専門店が入居する「ショッピング館」、飲食店などが入居する「アピタ クオーレ館」と、ゴルフ店及びスポーツ店が入居する「スポーツ館」の3館で構成される。
「スポーツ館」と隣接する駿河区役所庁舎の2階の間には連絡通路がある。連絡通路は長さ約26メートル、高さ5.5メートルであり、静岡市道南八幡2号線を跨いでいる。

## 沿革
東海旅客鉄道（JR東海）が石田社宅及び南八幡社宅の跡地を開発して誕生した。出店者の選定にあたっては大手流通業の複数社から出店計画の提案を受けている。
アピタ静岡店と50の専門店が入居する「ショッピング館」、飲食店が入居する「グルメ館」と、ゴルフ5およびアルペンが入居する「スポーツ館」の3館の構成で、2005年11月に開店した。その後、2017年に「グルメ館」を改装し、「アピタ クオーレ館」としている。

### 年表
- 2002年12月18日 - JR東海が石田社宅跡地をユニーを核とした大型商業施設として開発することを発表[5]。
- 2004年
  - 1月20日 - JR東海子会社のジェイアール東海不動産が静岡県に大規模小売店舗立地法（大店立地法）に基づく新設の届出を行う[6]。
  - 2月10日 - ジェイアール東海不動産が「（仮称）静岡石田・南八幡ショッピングセンター」について大店立地法に基づく地元説明会を行う[7]。
  - 12月15日 - JR東海が概要を発表する[8]。
- 2005年
  - 1月15日 - 起工式を行う[9]。
  - 4月1日 - 大店立地法に基づく新設の届出について、名称を「（仮称）静岡石田・南八幡ショッピングセンター」から「セントラルスクエア静岡」に変更、小売業を行う者にアルペンを追加（4月22日届出）[10]。
  - 10月26日 - ジェイアール東海不動産が内覧会を行う[11]。
  - 11月3日 - 開店[2]。
- 2017年12月8日 - 「グルメ館」を改装し、「アピタ クオーレ館」とする[3]。
- 2024年
  - 10月24日 - アピタ静岡店を2025年3月末を目処に閉店する方針であることを、『静岡新聞』が報道[12]。
  - 10月25日 - イオンリテールがショッピング館に出店する方針であることを、『静岡新聞』が報道[13]。
- 2025年
  - 3月26日 - イオンリテールがイオンスタイル静岡店（仮称）をショッピング館に2026年春に開業することを、ジェイアール東海不動産と発表[14]。
  - 3月30日 - 同日をもってアピタ静岡店を閉店[15]。

## アクセス
- 自家用車
  - 東名高速道路静岡IC、約15分
- 公共交通機関
  - 静岡駅南口から、しずてつジャストラインみなみ線 石田停留所下車すぐ
  - 静岡駅南口から、しずてつジャストライン石田街道線 石田SBS学苑入口停留所下車、徒歩3分。または中田三丁目停留所下車、徒歩4分。

このほか、高速バス新宿 - 静岡線のJR東海バス担当便では中田三丁目停留所が「セントラルスクエア北」として案内されている。